# Catherine Dangeville
Anne Catherine Dangeville, nur Catherine genannt, bekannt als Mademoiselle Dangeville mère (*  gegen 1685; † 1. Juli 1772), war eine französische Schauspielerin.

## Leben
Dangeville war Tochter von Nicolas Desmares und Anne d’Ennebault und auch ihre ältere Schwester Charlotte Desmares war Schauspielerin. Sie selbst trat erstmals 1707 in Erscheinung. Sie debütierte als Pauline in Pierre Corneilles Polyeucte an der Comédie-Française. Im selben Jahr heiratete sie den Balletttänzer Antoine-François Botot Dangeville, den Bruder des Schauspielers Charles Botot Dangeville. Bereits im darauffolgenden Jahr bekam sie ein Festengagement an der Comèdie und wurde Sociétaire de la Comédie-Française. Ihre Karriere war nur von kurzer Dauer, denn schon 1712 ging sie in den Ruhestand, jedoch nicht ohne die übliche Pension der Comèdie von 1000 Livre.
Ihre Ehe war von Gewalt geprägt und sie hatte unter der Brutalität ihres Mannes zu leiden. So ist beispielsweise von 1725 eine Anzeige gegen ihren Mann beim zuständigen Kommissar vom Châtelet bekannt. Trotzdem hatte das Paar zwei gemeinsame Kinder, die, wie ihre Mutter, Schauspieler wurden. Besonders eine Tochter, Marie-Anne Botot Dangeville, sollte es zu Berühmtheit bringen. Catherine Dangeville erreichte mit 87 Jahren ein hohes Lebensalter und bezog durchgehend ihre Leibrente der Comèdie.